# Hannescamps
Hannescamps település Franciaországban, Pas-de-Calais megyében. Lakosainak száma 200 fő (2022. január 1.). Hannescamps Monchy-au-Bois, Bienvillers-au-Bois, Bucquoy és Foncquevillers községekkel határos.

## Népesség
A település népességének változása:
| Lakosok száma | 198  | 199  | 201  | 196  | 194  | 195  | 196  | 194  | 200  |
|               | 2013 | 2015 | 2016 | 2017 | 2018 | 2019 | 2020 | 2021 | 2022 |